# 丽克·斯科乌
丽克·斯科乌（丹麥語：Rikke Skov，1980年9月7日—），丹麦女子手球运动员。她曾代表丹麦国家队参加2004年和2012年夏季奥林匹克运动会手球比赛，其中2004年奥运会获得一枚金牌。